# Internationella dagen för landsbygdens kvinnor
Internationella dagen för landsbygdens kvinnor (engelska: International Day of Rural Women) fastställdes av FN:s generalförsamling i december 2007.
| ” | the critical role and contribution of rural women, including indigenous women, in enhancing agricultural and rural development, improving food security and eradicating rural poverty | „ |

Idén om att hedra landsbygdens kvinnor med en speciell dag presenterades redan 1995 vid den fjärde världskonferensen för kvinnor i Peking 1995. Där föreslogs det att den 15 oktober skulle vara dagen då kvinnans och landsbygdens roll i matproduktion och livsmedelssäkerhet skulle lyftas fram. Datumet valdes som dagen inför World Food Day som uppmärksammas 16 oktober och Internationella dagen för utrotning av fattigdom som uppmärksammas 17 oktober.

## Teman
- 2021 – Rural Women Cultivating Good Food for All
- 2020 –
- 2019 – Rural women and girls building resilience
- 2018 – Sustainable infrastructure, services and social protection for gender equality and the empowerment of rural women and girls
- 2017 –  Challenges and opportunities in climate-resilient agriculture for gender equality and the empowerment of rural women and girls
- 2016 – Climate is changing. Food and agriculture must too
- 2015 – Rural Women’s Empowerment through the Sustainable Development Goals
- 2014 –
- 2013 –
- 2012 –
- 2011 –
- 2010 –
- 2009 –
- 2008 –